# 東北伍爾弗漢普頓 (英國國會選區)
東北伍爾弗漢普頓（英語：Wolverhampton North East），英國國會一自治市選區，位於英格蘭西米德蘭茲郡，包括伍爾弗漢普頓北部七個地方選區。
該區自1950年創設以來即一直支持工黨，除了1987年大選支持過保守黨一次。在2010年大選中當區議員艾瑪·雷諾茲以41.4%選票首次當選，繼承了肯·波切斯因退休留下的議席。